# 军事奖励
军事奖励是指颁贈于军人或军事单位以表揚其英勇表现或服务精神的奖励，通常包含军事勋章/奖章/纪念章、记功、荣誉称号以及嘉奖等多种形式，其中最常见的便是军事奖章，后者通常会被悬挂在军服的左襟位置上。而颁贈于平民的民事勋章也能够颁贈于军人，不过它并不能够被称作军事勋章，同时，部分的骑士勋章也会分为军事和民事两种类。
颁贈于警察、消防队或其他政府纪律部队的奖励有时候会与军事勋章相提并论，因为它们是以同样的理由被制做的。
如今，军事勋章包含以下几种：
- 骑士勋章
- 英雄奖章－十字章或星章，以及勋略章，表揚在战场上有英勇表现的军人。
- 杰出服务奖章－十字章或星章，以及勋略章，表揚有杰出成就的军人。
- 技能奖章－勋略章，在某项技能竞赛中优胜的奖励。
- 服役奖章－勋略章，服役若干年的奖励。
- 军团奖章－勋略章，给于军团全体成员的奖励。